# Milton Keynes Lightning
Der Milton Keynes Lightning ist ein britischer Eishockey Verein, der in Milton Keynes, England ansässig ist. Seit seiner Gründung spielte der Club in der English Premier Ice Hockey League (EPL). In der Saison 2017/18 spielte der Club in der höchsten britischen Liga, der Elite Ice Hockey League. Seit 2019 spielt der Klub in der zweitklassigen National Ice Hockey League.
Seine Heimspiele trägt Lightning im Planet Ice südlich der Milton Keynes Central Railway Station aus.

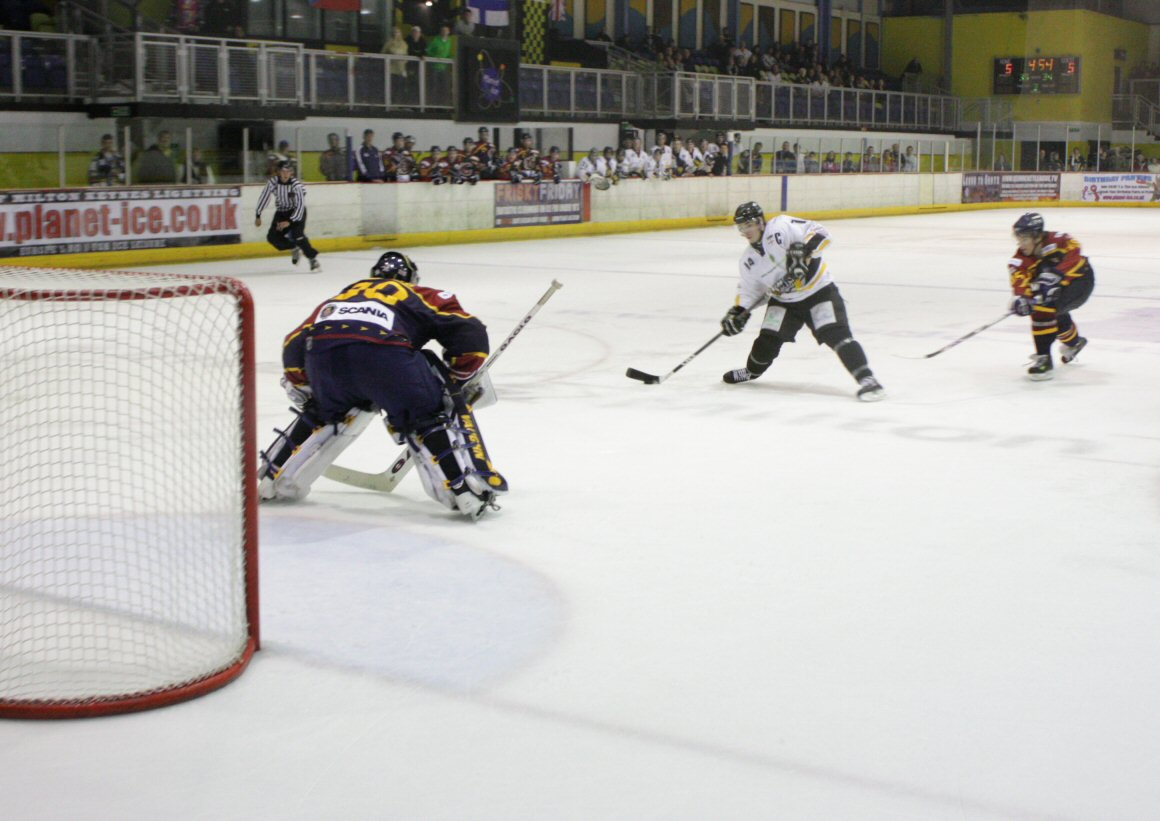
Spielszene Guildford Flames gegen Milton Keynes Lightning im Planet Ice

## EPL Liga Erfolge
Die Milton Keynes Lightning gewannen die EPL Play-Offs
- 2002/2003[2]
- 2003/2004[3]
- 2004/2005[4]
- 2005/2006
- 2016/2017